# 小行星22725
小行星22725（22725 Drabble）是一颗绕太阳运转的小行星，为主小行星带小行星。该小行星于1998年9月发现。

## 轨道参数
小行星22725的轨道半长轴为354 445 275 km（2.3692866 UA），离心率为0.149。